# Постправда

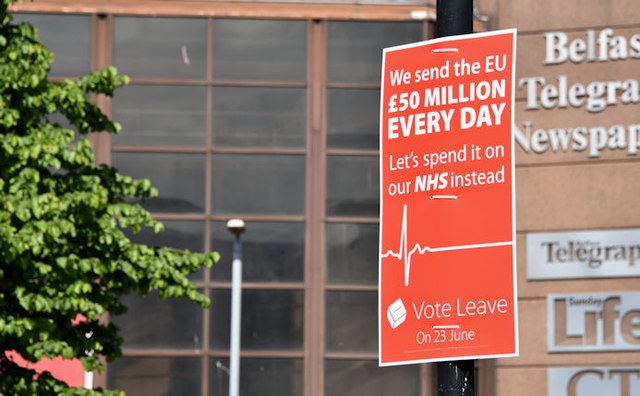
Рекламний щит із підтримкою Брекзита, на якому вказано неправдиву інформацію про членство в ЄС (приклад постправди): «Щодня ми віддаємо ЄС 50 млн фунтів стерлінґів: краще використаймо їх на нашу національну систему охорони здоров'я.»
[необхідно додати спростування

Постправда, також післяправда (англ. post-truth) — поняття, що описує громадське занепокоєння тим, хто є авторитетним джерелом для оцінювання правдивості публічної інформації. Поняття також стосується історичного контексту, в якому виникли відповідні форми комунікації та прийоми. Оксфордський словник назвав цей термін словом року в 2016, давши таке визначення: «позначає обставини, за яких об'єктивні факти є менш значимими для формування громадської думки, ніж апелювання до емоцій та особистих переконань». Автори словника пояснюють, що частота вживання терміна виросла в комунікаційному контексті періоду перед президентськими виборами у США 2016 року та референдуму щодо Brexit, а саме поняття часто використовують як означення певного виду політики — політики постправди.
Деякі дослідники вважають, що постправда схожа на минулі моральні, епістемологічні та політичні дебати про релятивізм, постмодерність та брехню в політиці, тоді як інші наполягають на тому, що постправда стосується унікальних історичних, соціальних та політичних відносин і форм, властивих технологіям комунікації та культурним практикам 21-го століття.